# Влковце
Влковце (слч. Vlkovce) насељено је мјесто са административним статусом сеоске општине (слч. obec) у округу Кежмарок, у Прешовском крају, Словачка Република.

## Становништво
| Година:    | 1994. | 2004.    | 2014.   | 2024.   |
| ---------- | ----- | -------- | ------- | ------- |
| Број људи: | 383   | 444      | 480     | 494     |
| Разлика:   |       | +15,92 % | +8,10 % | +2,91 % |

| Година:    | 2023. | 2024.   |
| ---------- | ----- | ------- |
| Број људи: | 494   | 494     |
| Разлика:   |       | -1,42 % |

Према подацима о броју становника из 2011. године насеље је имало 477 становника.